# Alicia Izaguirre
Alicia Izaguirre Albiztur, née le 11 juin 1932 à Colón, au Panama, et morte le 4 juin 2014 à Logroño, en Espagne, est une femme politique espagnole membre du Parti socialiste ouvrier espagnol (PSOE). Elle est plusieurs fois gouverneure civile et déléguée du gouvernement, ainsi que candidate à la présidence de La Rioja en 1987.

## Biographie

### Jeunesse et formation
Bien qu'elle soit née au Panama, elle retourne rapidement en Espagne et grandit dans la province de Logroño.
Elle devient ensuite professeur à l'Institut polytechnique de Logroño. Elle adhère au Parti socialiste ouvrier espagnol (PSOE) en 1975 et se faire élire, quatre ans plus tard, au conseil municipal de la ville de Logroño.

### Représentante de l'exécutif
Le 30 décembre 1982, Alicia Izaguirre est nommée déléguée du gouvernement dans la communauté autonome de Cantabrie. Lors de sa prise de fonctions, elle reçoit de chaleureuses félicitations du vice-président du gouvernement Alfonso Guerra et refuse de se vanter d'être la première femme à occuper un tel poste. Elle est mutée le 12 juillet 1984, pour prendre le poste de gouverneure civile en Alava.

### L'élection régionale de 1987
Elle est relevée de ses fonctions le 16 avril 1987, afin de pouvoir se présenter – comme chef de file socialiste – à l'élection régionale du 10 juin dans la communauté de La Rioja. Le PSOE obtient 40,3 % des voix et 14 députés sur 33 à la Députation générale, perdant ainsi sa majorité absolue. Bien que les socialistes soient en tête, le pouvoir revient au conservateur Joaquín Espert le 25 juillet suivant.

### De nouveau représentante du gouvernement
Elle retrouve la haute fonction publique assez rapidement. Elle est en effet nommée gouverneure civile de la province de Cáceres le 16 septembre 1988. Lors du conseil des ministres du 30 juillet 1993, elle devient déléguée du gouvernement en Estrémadure.
Elle est relevée de ses fonctions le 18 mai 1996, moins de deux semaines après l'arrivée au pouvoir de José María Aznar, et se retire de la vie politique.